# Alcolea de Tajo
Alcolea de Tajo é um município da Espanha na província de Toledo, comunidade autónoma de Castilla-La Mancha, de área 64,41 km² com população de 815 habitantes (2004) e densidade populacional de 12,65 hab/km².

## Demografia
| Variação demográfica do município entre 1991 e 2004 | Variação demográfica do município entre 1991 e 2004 | Variação demográfica do município entre 1991 e 2004 | Variação demográfica do município entre 1991 e 2004 |
| --------------------------------------------------- | --------------------------------------------------- | --------------------------------------------------- | --------------------------------------------------- |
| 1991                                                | 1996                                                | 2001                                                | 2004                                                |
| 793                                                 | 804                                                 | 777                                                 | 815                                                 |